# Eugenia Grandet
Eugenia Grandet (Eugénie Grandet nella versione originale in francese) è un romanzo dello scrittore francese Honoré de Balzac, pubblicato nel dicembre 1833. È la seconda opera delle Scene della vita di provincia (Scènes de la vie de province), il secondo degli svariati cicli narrativi dell'ambiziosa serie de La Comédie humaine.
Il titolo in lingua italiana è a volte lasciato nella versione originale, come nella traduzione di Grazia Deledda (unica traduzione nella sua carriera di scrittrice), dopo il premio Nobel nel 1930.

## Incipit
(Honoré de Balzac, Eugénie Grandet, 1833)

## Finale
(Honoré de Balzac, Eugénie Grandet, 1833)
Malgrado il titolo, il protagonista è la fortuna del padre di Eugénie. Questi «ha saputo» che Napoleone Bonaparte avrebbe firmato il Concordato e che tutti potevano appropriarsi senza rischi di ciò che apparteneva alle comunità religiose, ma anticipando anche il ritorno dei nobili unitisi a Napoleone o fedeli ai Borboni (Luigi XVIII), si dà da fare per adattarvisi.
Il personaggio del padre di Eugénie si contende con il più famoso avaro di Molière il titolo di più avaro. Riesce a cavare soldi da qualsiasi situazione e non è capace di fare alcuna spesa senza prima averle provate tutte per non farla. Per il compleanno della figlia non accendono candele e stanno alla luce del fuoco in cucina. Per festeggiare bevono un bicchierino di cassis.

## Trama
La storia di Eugénie è ambientata a Saumur, piccolo paesino della campagna francese.
Il padre di Eugénie, conosciuto in città come papà Grandet, è un vecchio vignaiolo arricchitosi grazie all'eredità paterna fatta fruttare tramite giusti investimenti finanziari, caratterizzato da un fiuto infallibile per gli affari e soprattutto da una proverbiale avarizia, che suscita in lui un notevole attaccamento all'oro che “sembrava aver comunicato il suo colore al suo viso”.
Nonostante la sua ricchezza, quindi, il padrone di casa fa di tutto per nasconderla, non parlarne e, soprattutto, non spenderla; sua moglie, sua figlia Eugénie e la serva di famiglia Nanon, scelta per la sua robustezza e possanza fisica, sono quindi costrette a vivere in una casa spoglia e povera.
La vita scorre in maniera monotona per moglie e figlia, eccetto per le civettuole visite serali delle famiglie des Grassins e Cruchot, che ambiscono all'eredità del vecchio bottaio tramite la mano di sua figlia. La monotonia si interrompe a casa Grandet quando una sera giunge un elegante e raffinato giovanotto parigino: Charles Grandet, figlio del fratello di papà Grandet e cugino di Eugénie.
Come avrà subito modo di scoprire papà Grandet, Charles è stato spedito presso lo zio da suo padre, padrone di un'azienda parigina che stava fallendo e che in seguito si suiciderà per la disperazione. Papà Grandet, più preoccupato per i soldi che dovrà investire per salvare l'onore del fratello che per suo nipote, acconsente ad ospitarlo per pochi giorni in casa sua.
Le donne di casa, al contrario, sono affascinate dal giovane parigino, specialmente Eugénie, per la quale “il cugino suscitò nel suo cuore le stesse emozioni sottilmente voluttuose che suscitano in un giovanotto le fantastiche figure femminili disegnate da Westall nei keepsakes inglesi, incise dai Finden con tale abilità che si ha paura, soffiando sulla velina, di fare volare via quelle celestiali apparizioni ”. Il rapporto tra Eugénie e suo cugino diventa sempre più stretto e intimo, specialmente dopo che Charles ha appreso la notizia della morte di suo padre.
Eugénie dedica le migliori attenzioni al cugino, anche al costo di disobbedire economicamente a suo padre, che non tollera assolutamente spese superflue. Eugénie è dunque innamorata perdutamente del cugino, ma di un amore lieve, etereo e assolutamente religioso. La storia però non è destinata a durare, in quanto papà Grandet decide di spedire il nipote a cercar fortuna nelle Indie; l'amore per il cugino spinge Eugénie a donargli tutto il suo oro, regalatole dal padre, mentre il cugino affida in pegno a Eugénie un cofanetto con il ritratto della madre, che diventa una sorta di feticcio amoroso per la ragazza. Dopo essersi giurati amore eterno, Charles parte con la promessa di tornare da lei non appena guadagnato il denaro per farlo.
Intanto papà Grandet, con il pretesto di salvare l'onore della famiglia, rileva i debiti di suo fratello e, grazie al lavoro a Parigi del fidato De Grassins, riesce a soddisfare i creditori di suo fratello, guadagnando un'immensa fortuna. 
Quando tuttavia si accorge che la figlia ha regalato tutto il suo oro al cugino, va su tutte le furie, la maledice e la chiude in camera, costringendola alla prigionia e nutrendola soltanto di pane e acqua.
La signora Grandet, profondamente sconvolta per la reazione del marito, si ammala gravemente, pur continuando a pregare il marito di perdonare la figlia.
Alla fine il perdono arriva, ma solo dopo la scoperta, da parte dell'avido Grandet, che la figlia è ereditaria di metà delle proprietà di sua moglie, e che quindi risulta molto più conveniente trattarla bene in modo poi da convincerla a rinunciare ad essa.
Così accade, ma nonostante la riappacificazione la signora Grandet muore ed Eugénie acconsente a rinunciare alla sua eredità.
Dopo qualche anno anche papà Grandet muore, solo e circondato soltanto dal suo denaro, ed Eugénie rimane da sola ad amministrare l'immensa fortuna paterna, compito che conduce egregiamente. La serva Nanon, intanto, grazie a una regalia di Eugénie, si sposa e diventa madame Cornoiller, restando l'unico affetto di Eugénie.
L'ultimo dispiacere della sua vita arriva ad Eugénie quando riceve l'unica lettera da Charles in tutti questi anni in cui era stato lontano: egli le scrive di essere una persona nuova, di essersi arricchito, ma soprattutto di aver conosciuto il mondo e le leggi che lo regolano. Le dice di rinunciare alla promessa fatta pochi anni prima e offre alla cugina solo la restituzione del prestito ricevuto alla partenza. 
Charles intendeva sposare la figlia del duca D'Aubrion, famiglia nobile ma decaduta a causa di rovesci finanziari, in modo da assumere una posizione importante nella politica francese, ed ambire ad arrivare vicino alla cerchia del re. Eugénie reagisce a questo dolore con molta compostezza: paga i creditori di suo zio, restituisce il cofanetto d'oro al cugino, gli augura buona fortuna e acconsente a sposare il “presidente” Cruchot.
Così Eugénie trascorre tristemente alcuni anni assieme a un marito non amato e senza figli in un piccolo paesino di provincia. In seguito anche questo muore, affidandole la sua eredità, ma lasciando la protagonista nuovamente sola.

## Personaggi principali
- il Signor Grandet, il padre di Eugenia, ricco e avarissimo
- la Signora Grandet, madre di Eugenia
- Nanon, la fedele serva di casa
- Eugenia Grandet, giovane fanciulla della provincia francese
- Carlo Grandet, cugino di Eugenia e da lei amato

## Opere derivate
Dal romanzo è stato tratto l'omonimo film del 1947, diretto da Mario Soldati.

## Edizioni italiane
- trad. Luigi Ferreri, Eugenia Grandet, 2 voll., Milano: Ant. Fort. Stella e figli, 1834
- trad. di A. G., Carlo ed Eugenia ovvero La benedizione paterna, Venezia: Andruzzi, 1840 (edizione ridotta)
- trad. anonima, Eugenia Grandet, Napoli: Stamperia del Fibreno, 1859
- trad. F. Mantella-Profumi, Eugenia Grandet, Napoli: S. Romano, 1903
- trad. anonima, Eugenia Grandet, Milano: F.lli Treves, 1906
- trad. anonima, Eugenia Grandet, Milano: Bietti, 1924
- trad. Giuseppe Castelli, Eugenia Grandet, Milano: Corbaccio, 1928
- trad. Grazia Deledda, Eugenia Grandet Milano: Arnoldo Mondadori, 1930; con introduzione di Riccardo Reim, Roma: Newton Compton, 1994
- trad. Alfredo Fabietti, Eugenia Grandet, Milano: Barion, 1938
- trad. a cura di Elisa Denina, Eugénie Grandet, Milano: Signorelli, 1940
- trad. Raoul Vivaldi, Eugenia Grandet, Roma: De Carlo, 1944
- trad. A. Morotti, Eugenia Grandet, Roma-Milano: Edizioni Geos, 1944
- trad. Luigi Pescetti, Eugenia Grandet, Livorno: Tirrena, 1946
- trad. Gabriella Alzati, Eugenia Grandet, Milano: Rizzoli ("Biblioteca Universale Rizzoli" n. 61-63), 1949
- trad. Renato Mucci, Eugenia Grandet, in I capolavori della Commedia umana, vol. 2, Roma: G. Casini, 1950; Novara: De Agostini, 1987
- trad. a cura di Remo Cantoni, Milano: Feltrinelli ("UEF" n. 53), 1950
- trad. Gemina Fernando, Eugenia Grandet, Torino: UTET, 1951
- trad. Margherita Galante Garrone, Eugenia Grandet, Torino: S.A.I.E., 1954
- trad. Roberto Ortolani, Eugenia Grandet, Milano: Maradei, 1957
- trad. Marise Ferro, Eugenia Grandet, Milano: Cino Del Duca, 1961
- trad. L. Tenconi, Eugenia Grandet, illustrazioni di Giuntoli, Milano: Editrice Boschi, 1962
- trad. a cura di Valentina Bianconcini, Eugenia Grandet, Bologna: Capitol, 1963
- trad. a cura di Maria Luisa Belleli, Eugenia Grandet, con sedici tavole a colori di Aligi Sassu, Roma: A. Curcio, 1964
- trad. Fausto Ficarra, Eugénie Grandet, Roma. Casini, 1965
- trad. Vittoria Sorge, Eugenia Grandet, Milano: Mondadori, 1966 (edizione ridotta)
- trad. Alberto Guadalaxara, Eugenia Grandet, illustrazioni di Rialdo Guizzardi, Bergamo: Janus, 1970
- trad. Liviana Fontana, Eugenia Grandet, Azzate: Varesina grafica, 1971 (edizione ridotta)
- trad. Alfredo Fabietti ed Emma Defacqz, Eugenia Grandet, Milano: Garzanti ("I grandi libri" n. 25), 1973
- trad. Giorgio Brunacci, Eugenia Grandet, introduzione di Ferdinando Camon (poi dal 1992 con introduzione di Lanfranco Binni), Milano: Garzanti ("I grandi libri" n. 25), 1984 (nuova edizione) ISBN 8811580250
- trad. a cura di Paola Brancaccio e Anna Crisi, Eugénie Grandet, Milano: Principato, 1993 ISBN 884161921X
- trad. Giancarlo Buzzi, Eugénie Grandet , in La commedia umana, scelta a cura di Mariolina Bongiovanni Bertini, vol. 1, Milano: Mondadori ("I Meridiani"), 1994; con introduzione di Henry James, Oscar Mondadori, 2005 ISBN 88-04-53348-X
- trad. Enza Minnella, Eugénie Grandet, Milano: La spiga, 1996 ISBN 887100907X
- trad. a cura di Maria Grazia Porcelli, Eugénie Grandet, Venezia: Marsilio, 2000 ISBN 8831774514
- trad. Gabriella Alzati, Eugénie Grandet (poi dal 2007 con un saggio di Stefan Zweig), Milano: BUR, 2003 ISBN 8817107476
- trad. Antonio Necchi, Eugénie Grandet, Milano: Dalai, 2011 ISBN 9788860739476